# كويكب مزدوج

كويكبان مزدوجان متسوايا الكتلة يطوفان حول مركز ثقلهما المشترك.

الكويكب المزدوج أو الكويكب المضاعف أو الثنائي الكويكبي هو وكما يوحي اسمه منظومة مشكلة من كويكبين اثنين يدوران حول مركز الثقل المشترك فيما بينهما على غرار النجوم المزدوجة.ولم يتمكن علماء الفلك من رصد الكويكب المزدوج إلا سنة 1993 عندما نجحت المركبة الفضائية قاليليو من رصد كويكب مزدوج دعي لاحقا 243 إيدا وهو من عائلة كورونيس ضمن حزام الكويكبات.وبعدها بدأت تقارير رصد الكويكبات المضاعفة بالتواتر.ويقول العلماء أنهم رصدوا خمس كويكبات مزدوجة تدور حول نفسها قرب الأرض وأن السبب في نشأتها عائد إلى تأثيرات قوى الجذب عند مرورها بجوار إثنين على الأقل من الكواكب الداخلية وهن عطارد والزهرة والمريخ والأرض.وقد يكون لهذه الكويكبات تأثير على لكواكب حيث يظن العلماء أن الكويكبات المزدوجة هي السبب خلف الفوهات الصدمية كتلك التي في كندا والمعروفة ببحيرات النبع الصافي.

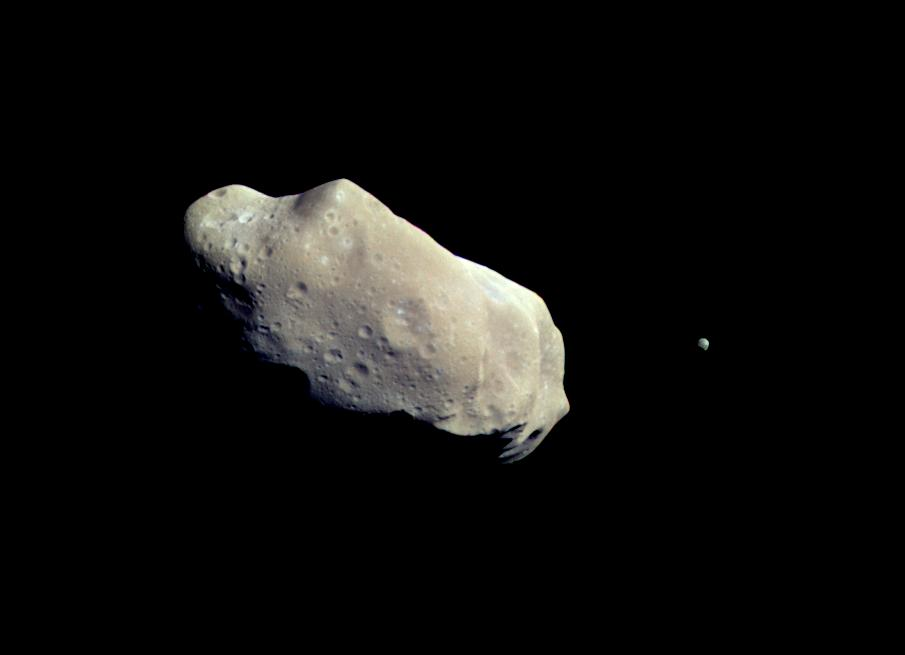
الكويكب أدا 243 كما صورته مركبة الفضاء قاليليو سنة 1993.ويظهر في اليمين قمره الصغير والمدعو داكتل.والإثنان يشكلان معا كويكبا مزدوجا.

## انظر
- كوكب مضاعف
- أقمار الكواكب الصغرى
- نظام ثنائي (فلك)